# Pic d’Aret
Pic d’Aret – szczyt górski położony we francuskiej części Pirenejów, w departamencie Pireneje Wysokie, na terenie gminy Tramezaïgues.